# Ueda
Pour les articles homonymes, voir Ueda (homonymie).
Ueda (上田市, Ueda-shi) est une ville située dans la préfecture de Nagano, sur l'île de Honshū, au Japon.

## Géographie

### Situation
Ueda est située dans l'est de la préfecture de Nagano. Elle est traversée par le fleuve Chikuma (c'est-à-dire la partie du fleuve Shinano — le plus long du Japon —, ainsi nommée dans la préfecture de Nagano).

### Municipalités limitrophes
| Sakaki, Chikuma | Nagano, Suzaka | Tsumagoi  |
| Chikuhoku, Aoki | Ueda           | Tōmi      |
| Matsumoto       | Nagawa         | Tateshina |

### Démographie
En juillet 2022, la population de la ville d'Ueda était de 153 999 habitants répartis sur une superficie de 552,04 km2.

## Histoire
Pendant l'époque d'Edo, le domaine d'Ueda s'est développé autour du château d'Ueda, dont la construction avait commencé en 1583, sous l'impulsion du daimyo Sanada Masayuki.
Le bourg d'Ueda est fondé le 1er avril 1889 et devient une ville le 1er mai 1919.
Le 6 mars 2006, les bourgs de Maruko et Sanada et le village de Takeshi sont intégrés à Ueda.

## Culture locale et patrimoine
- Château d'Ueda : construit par Masayuki Sanada, il était le siège originel du clan Sanada[2].
- Anraku-ji : avec sa pagode octogonale classée trésor national, construite entre 824 et 834[3], ce temple est considéré comme le plus ancien temple zen au Japon[4]. Il est situé dans le village ancien nommé Bessho onsen (ja)(dépendant de la ville d'Ueda) connu pour ses sources thermales depuis l'époque de Kamakura.
- Le mémorial Mugonkan (ja) dédié aux peintres décédés sur le front pendant la Seconde Guerre mondiale, ainsi que le mémorial aux poètes de haïkus persécutés pendant la Seconde Guerre mondiale (adjacent), situés dans le district de Ueda-Koaso.

## Transports
Ueda est desservie par la ligne Shinkansen Hokuriku ainsi que par la ligne Shinano Railway de la compagnie Shinano Railway et la ligne Bessho de la compagnie Ueda Kotsu. La gare d'Ueda est la principale gare de la ville.

## Jumelage
Ueda est jumelée avec :
- Davos (Suisse)[5].

## Personnalités liées à la ville
- Katsusaburō Yamagiwa (1863-1930), médecin
- Masao Kume (1891-1952), poète
- Ryōhei Arai (1901-1980), réalisateur